# 珠海公交1路线
珠海公交1路线是中国广东省珠海市内的一条公交线路，由青茂口岸總站至香洲，运营方是珠海公交巴士有限公司。

本线路是珠海的一条历史悠久，客流极高的一条线路，在高峰期时经常人满。为防止过度拥挤，此线路配车数为28台，班次极其密集。但仍不能满足客流需要。

## 简介
- 线路由城轨珠海站至香洲，以28台广通GTQ6126BEVBT3、广客GTZ6119BEVB2车型运营。
- 本线路服务时间是城轨珠海站06:20-00:25，香洲06:20-01:15。
- 为方便市民，每天05:52 06:05 06:11 06:23 06:29 06:42 06:50各有一个班次从明珠北开往城轨珠海站。
- 本线路为珠海7条末班车在00:00后（含00:00）的常规线路之一。

## 历史

### 20世纪
本线路原为1978年开通的香洲至拱北线路。1979年，线路更名为珠海公交1路线，由香洲总站（位于凤凰路的旧总站）开往关闸（即拱北），主要途经船厂、夏美南村、翠微、前山、兰埔、拱北。配车为1台客车，其后配车更换为广州牌GZK643，票价全程4角。
1984年，位于翠香公路东段的“珠海市公共汽车总站”（现香洲总站）建成使用，本线路也改为由此始发，改为主要途经南坑、南村、上冲、翠微、前山邮局、前山、兰埔、拱北市场后，行驶至终点站“拱北”站。
1987年，本线路往香洲与拱北的全程票价分别提高至0.6元与0.8元。
1991年，本线路往拱北方向取消“夏美”、“光明街”、“体育场”、“湾仔沙”、“百货公司”、“船厂”、“车站”等7站，由香洲发车直接接“南坑”站后接回原线。
1994年，本线路收费方式改为无人售票，票价涨至1元。
1995年，珠海公汽IC卡投入使用，本线路同步支持珠海公汽IC卡。
1997年，本线路时设置空调车，票价2元。
1999年，本线路由“拱北”延伸至在茂盛围（现城轨珠海站附近）的公交总站。

### 21世纪
2005年，本线路普通车票价调整为1.5元，空调车票价调整为2.5元，启动普通卡与学生卡的乘坐优惠措施。
2008年，本线路由香洲出发，经“翠微”站后改行翠微西路、翠前南路，经“中山亭”后接回原线。取消“翠景工业区”、“前山邮局”站，增加“海宏苑”（即现招商花园城南）、“海纳石鸣苑”，返程同途。
2010年8月23日，由于拱北口岸隧道东出入口禁止掉头前往隧道北侧匝道，受此影响，本线路往香洲方向，增停“水湾路南”，取消“口岸广场”（位于拱北口岸总站旁的公交站）。
2011年6月28日，本线路空调车票价降至2元。
2012年1月17日，本线路所有配车更换为全线空调车。12月31日，因珠海站启用，为做好公交配套措施，本线路首末站由“拱北”延伸至“城轨珠海站”。
2013年1月18日，本线路停止可以从“城轨珠海站”免费坐到“拱北口岸”的优惠措施。
2015年12月，因本线路配车更换为广通GTQ6105BEVB2型纯电动巴士，1路正式纯电动化。同时，为方便市民，此线路增加2台车（即28台）。
2017年12月2日，本线路往香洲方向，行驶至拱北口岸隧道东出入口时，由行驶情侣路调整为行驶隧道南侧新建路段，同时取消“水湾路南”，增加“拱北”。
2018年6月19日，因三台石路掉头口施工，无法掉头，本线路往香洲方向经“前山”后，改行三台石路、翠微路，临时增停“世邦广场”、“艺术高中”两站，临时取消“瀚林苑”、“中山亭”、“海纳石鸣苑”站。7月11日，由于本线路部分配车长度为12米，车辆轴距较大，掉头风险较高，为安全起见，本线路往香洲方向永久增停“世邦广场”、“艺术高中”两站，永久取消“瀚林苑”、“中山亭”、“海纳石鸣苑”等3站，返程不变。11月18日，本线路票价由2元调整为1元。11月22日，为方便市民出行，结合目前道路情况，本线路往城轨珠海站方向单向增停“翠前路南”站。
2019年4月5日，为规范公交站名，将在逸仙路上的“公交临时站”更名为“前山小学”。7月27日，由于拱北口岸地下通道施工，受此影响，本线路往香洲方向临时取消停靠“拱北口岸”、“拱北”两站，临时增停“桂花南”、“炮台山东”两站，返程不变。12月17日，因拱北口岸地下通道施工完毕，本线路取消临时增加的“桂花南”、“炮台山东”两站。
2020年3月7日，为方便市民出行，本线路往城轨珠海站方向增停“前山西门”南侧站。
2021年9月7日起，由于青茂口岸开通，为做好公交接驳，线路延伸为香洲-青茂口岸总站。

## 停靠站点
截至2025年3月20日，珠海公交1路往城轨珠海站方向共停站27个，往青茂口岸总站方向共停站25个。
| 1路 青茂口岸总站 ←→ 香洲 |                  |          |
| 上行编號                 | 站名             | 下行编號 |
| 1                        | 香洲             | 25       |
| 2                        | 南坑             | 24       |
| 3                        | 桃园新村         | 23       |
| 4                        | 银桦新村         | 22       |
| 5                        | 新村             | 21       |
| 6                        | 南村             | 20       |
| 7                        | 香洲区府         | 19       |
| 8                        | 红山（仁恒星园） | 18       |
| 9                        | 安居园           | 17       |
| 10                       | 新香洲万家       | 16       |
| 11                       | 上冲             | 15       |
| 12                       | 明珠北           | 14       |
| 13                       | 翠微             | 13       |
| 14                       | 招商花园城南     | 12       |
| ↓                        | 艺术高中         | 11       |
| ↓                        | 世邦广场         | 10       |
| 15                       | 海纳石鸣苑       | ↑        |
| 16                       | 翠前路南         | ↑        |
| 17                       | 中山亭           | ↑        |
| 18                       | 前山小学         | ↑        |
| 19                       | 瀚林苑           | ↑        |
| 20                       | 前山             | 9        |
| 21                       | 前山西门         | ↑        |
| 22                       | 白石（银石雅园） | 8        |
| ↓                        | 圆明新园         | 7        |
| 23                       | 兰埔（富华里）   | 6        |
| 24                       | 摩尔广场         | 5        |
| 25                       | 华侨宾馆         | 4        |
| 26                       | 拱北             | 3        |
| ↓                        | 拱北口岸         | 2        |
| 27                       | 青茂口岸总站     | 1        |

## 备注
1. ↑  完整途经站点为：船厂、供电局、夏美、光明街、交警中队、新村、南村、红山考场、大环山、仙峰山、翠微、前山、夏村、白石、兰埔、北岭、拱北
2. ↑  完整途经站点为：南坑、桃园村、新村、南村、红山考场、上冲、新涌、翠微、翠景工业区、前山邮局、前山、夏村、白石、兰埔、北岭、华侨宾馆、拱北市场